# Régime Mayo
Le régime Mayo est un régime hypocalorique mis au point par la clinique Mayo (États-Unis). C'est un régime très restrictif permettant une perte de poids rapide et qui dure 14 jours.

## Principes
Durant 14 jours, la personne suivant ce régime n'ingurgitera que 800 à 1000 kilo-calories par jour. Ce régime comporte de nombreux interdits alimentaires : matières grasses, féculents, légumes secs, produits sucrés, laitages.
Par ailleurs, la consommation de fruits est limitée au seul pamplemousse, en faible quantité.
Il faut également consommer au minimum 6 œufs par semaine, et jusqu'à 6 par jour si possible.

## Avantages et inconvénients
Le principal avantage de ce régime est de provoquer une perte de poids rapide (5 à 7 kilos en 2 semaines) et de ne nécessiter que peu de préparation culinaire. Il est également peu coûteux.
Par contre, ce régime est dangereux s'il est poursuivi au-delà de 15 jours puisqu'il provoque un affaiblissement du système métabolique ainsi que des carences en protéines, calcium, potassium et vitamines. L'insuffisante consommation d'œufs entraîne une diminution de la masse musculaire, mais l'excès d'œufs peut entraîner une montée du taux de cholestérol.
Comme dans la plupart des régimes amaigrissants, il y a un risque de reprise rapide du poids perdu.